# Ciparigi (Bogor Utara)
Ciparigi is een bestuurslaag in het regentschap Kota Bogor van de provincie West-Java, Indonesië. Ciparigi telt 23.765 inwoners (volkstelling 2010).